# Palacio de Díaz Inguanzo
El palacio de Díaz Inguanzo, en Berodia, en el concejo de Cabrales (Asturias, España) es un palacio rural probablemente construido en el siglo XVIII.

## Descripción

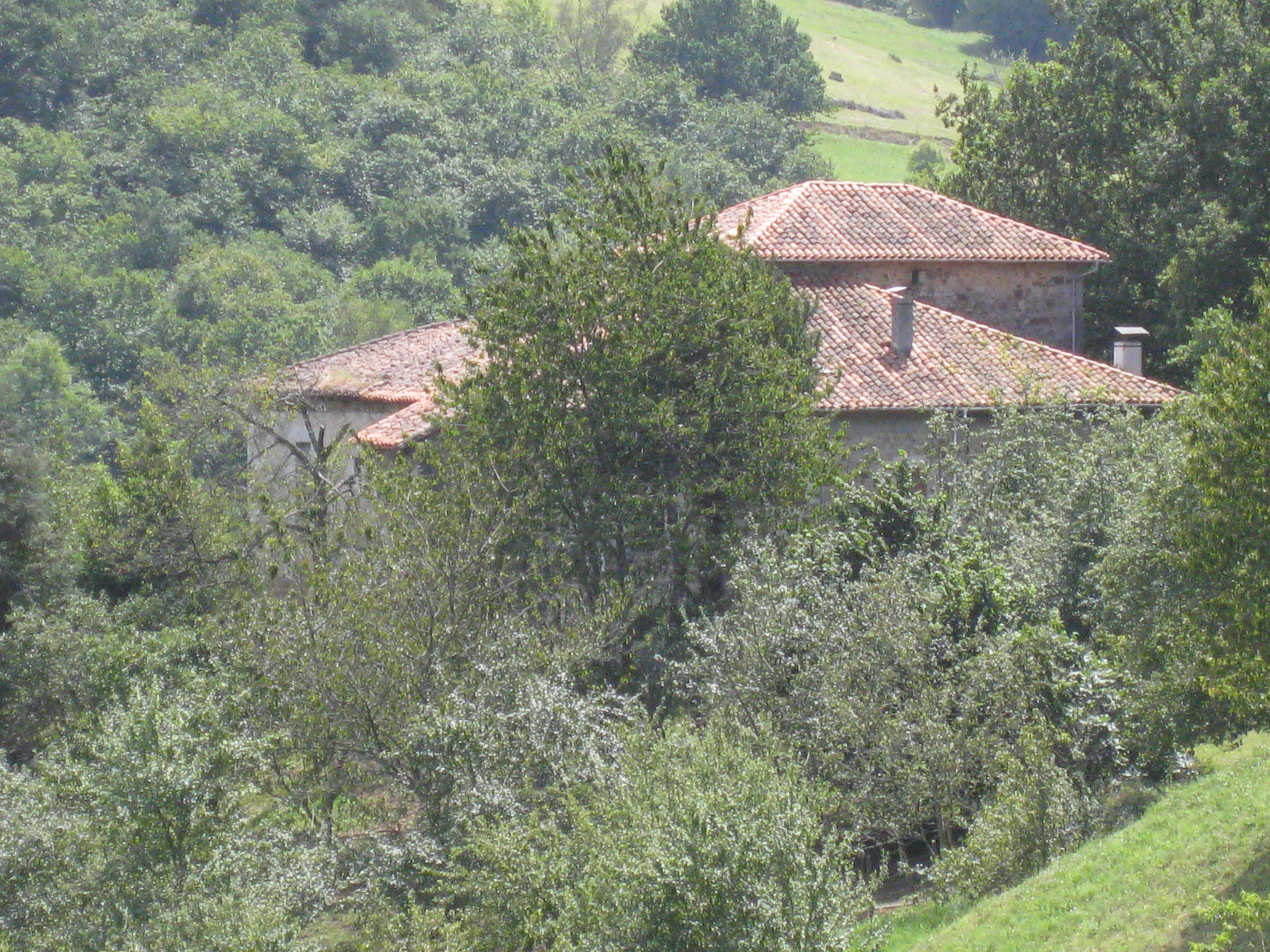

Presenta una estructura compacta al carecer de patio interior. Tiene planta cuadrada con dos alturas, que levanta una más en el centro de la fachada principal.
Los muros son de mampostería reservando la sillería para los cortafuegos de la fachada, esquinas, enmarque de vanos, etcétera.
En la fachada oeste hay un cuidado tratamiento de los vanos, y la separación de los pisos se hace por medio de impostas. En el cuerpo principal se conservan dos escudos, uno con la fecha 1898 recuerda la apertura del balcón central y otro situado en lo alto del edificio, con las armas de la familia Vivanco.
El cuerpo situado más al este, en su parte baja está perforado por estrechas saeteras, indicando que esta parte es la más antigua del edificio.
Este conjunto es Monumento Histórico Artístico.